# 花子 (コイ)
花子（はなこ、1751年? - 1977年7月）は、日本で飼われていた、推定年齢が最長命の錦鯉である。
飼い主は何度か変わっており、最後の飼い主は名古屋女子大学学長の越原公明で、岐阜県加茂郡東白川村の実家の池で飼われていた。1964年に、名古屋女子大学の広正義により、採取した鱗の年輪を調査することで、宝暦元年（1751年）生まれと推定された。死亡時の推定年齢は226歳であった。